# هرواتسکی سسته
هرواتسکی سسته (کرواتی: Zakon o javnim cestama) شرکت دولتی ترابری کروات است، که در سال ۲۰۰۱ تأسیس شد.